# Carcharhinus fitzroyensis
Carcharhinus fitzroyensis (лат.) — один из видов рода серых акул семейства Carcharhinidae. Это маленькая плотная акула, размером 1—1,3 м, коричневого цвета, без окантовки на плавниках. Этот вид можно определить по длинному носу, крупным, треугольным грудным плавникам, и большому, сдвинутом вперед первому спинному плавнику.
Рацион Carcharhinus fitzroyensis в основном состоит из мелких костистых рыб и ракообразных. Это живородящий вид акул. Эмбрион питается в утробе за счет плацентарной связи с матерью. Брачный сезон длится с мая по июль. В помете от 1 до 7 акулят, самки приносят потомство ежегодно, беременность длится от семи до девяти месяцев. Небольшое количество Carcharhinus fitzroyensis случайно попадается в прибрежных жаберные сети, мясо используют в пищу, однако рыбалка не оказывает существенного влияния на численность популяции. Международный союз охраны природы (МСОП) присвоил этому виду статус сохранности «Вызывающий наименьшие опасения» (LC).

## Таксономия и филогенез
Carcharhinus fitzroyensis был описан австралийским ихтиологом Гилбертом Перси Уитли в 1943 году в «Proceedings of the Linnean Society of New South Wales». Он отнес новый вид к подроду Uranganops рода Galeolamna, и дал ему название fitzroyensis на основании того, что описываемым образцом была самка длиной 1,2 м, пойманная в бухте Коннора, расположенной в устье реки Фицрой. Последующие авторы признали Galeolamna и Carcharhinus синонимами.
Эволюционные отношения Carcharhinus fitzroyensis до сих пор не выяснены полностью. В сравнительно-морфологическим исследовании, опубликованном Джеком Гарриком в 1982 году и Леонардом Компаньо в 1988 году, он был предварительно помещен в группу, определяемую коромандельской (Carcharhinus dussumieri) и серой акулой Сейла (Carcharhinus sealei). Шейн Лавери в 1992 году провел исследование, основанное на аллозимном анализе. Было установлено, что этот вид близок к Carcharhinus cautus и мальгашской ночной акуле (Carcharhinus melanopterus). Проведенный в 2011 анализ ядерных и митохондриальных генов, показал, что Carcharhinus fitzroyensis является базальным членом клады, в которую также входят Carcharhinus amblyrhynchoides, чернопёрая акула (Carcharhinus limbatus) и австралийская акула Carcharhinus tilstoni.

## Описание
Тело Carcharhinus fitzroyensis имеет веретенообразную форму, довольно плотное. Длинное вытянутое рыло параболической формы, перед крупными ноздрями имеются выступающие кожные бороздки. Круглые глаза среднего размера оснащены мигательной мембраной. По углам рта расположены короткие борозды. 30 верхних и 28-30 нижних зубных рядов. Верхние зубы длинные и треугольной формы, с сильно зазубренными краями, к краям челюстей имеют все больший наклон. Нижние зубы тонкие, с мелко зазубренными краями, стоят вертикально. У Carcharhinus fitzroyensis пять пар коротких жаберных щелей.
Грудные плавники крупные, широкие, треугольной формы, с острыми концами. Большой первый спинной плавник берет своё основание позади свободных коротких концов грудных плавников. Второй спинной плавник относительно высокий и длинный, расположен позади основания анального плавника. Гребень между спинными плавниками отсутствует. Анальный плавник по размеру больше второго спинного плавника. На хвостовом стебле перед основанием верхней хвостовой лопасти имеется выемка в форме полумесяца. Асимметричный хвостовой плавник имеет хорошо развитую нижнюю лопасть и большую верхнюю лопасть с вентральной выемкой у кончика. Кожа густо перекрывающимися плакоидными чешуйками, каждая чешуйка несет от 3 до 5 гребней, заканчивающихся остриями. Окраска сверху от бронзовой до буровато-серой, брюхо бледное, по бокам проходят слабые полосы. В редких случаях верх отливает голубовато-серым цветом. Carcharhinus fitzroyensis может достигать 1,5 м в длину, хотя типичным является размер 1,0—1,3 м .

## Ареал
Carcharhinus fitzroyensis обитает у северных берегов Австралии, между Гладстоном в центральном Квинсленде и Кейп Кювье в Западной Австралии. Этот вид населяет эстуарии рек и прибрежные воды от приливной зоны до глубины 40 м.

## Биология

### Рацион
Carcharhinus fitzroyensis питается преимущественно мелкими костистыми рыбами и ракообразными, головоногие также часто входят в её рацион.

### Размножение
Подобно другим членам рода серых акул является живородящей, развивающиеся эмбрионы получают питание от матери через плацентарное соединение, образованное опустевшим желточным мешком. В помете от 1 до 7 акулят, самки приносят потомство ежегодно. Спаривание происходит в период с мая по июль, самки сохраняют сперму до овуляции, которая происходит между июлем и сентябрем. Беременность длится семи до девяти месяцев, роды происходят с февраля по май следующего года. Новорожденные имеют в длину 35-50 см, первые несколько месяцев жизни они проводят в мелких, прибрежных водах, например, в заливе Кливленд в северной части Квинсленда. Самцы и самки достигают половой зрелости при длине около 83-88 см и 90-100 см, соответственно.

## Взаимодействие с человеком
Неполовозрелые особи случайно попадают в жаберные сети, расставленные в северной Австралии, мясо продается для употребления в пищу. Учитывая относительно высокий репродуктивный уровень, популяция способна выдерживать текущий уровень добычи. Международный союз охраны природы (МСОП) присвоил этому виду статус «Вызывающий наименьшие опасения» (LC).